# 蕭集
蕭集（1442年—？），字懋成，號半菴，江西吉安府泰和縣人，儒籍，明朝政治人物。進士出身。

## 生平
早年出身國子生，江西鄉試第六十三名。成化十四年（1478年）參加戊戌科會試第一百五十五名，殿試登進士第三甲第五名。

## 家族
曾祖父蕭德昇、祖父蕭仙惠、父亲蕭欽獻。母趙氏。严侍下。